# UniWorld Air Cargo
UniWorld Air Cargo es una aerolínea de carga panameña fundada en 2014, especializada en el transporte aéreo de mercancías en América del Sur, el Caribe y otros destinos internacionales. La aerolínea opera desde el Aeropuerto Internacional de Tocumen en Ciudad de Panamá y se ha destacado por ofrecer soluciones de carga eficientes y flexibles para clientes en diversas regiones.

## Historia
UniWorld Air Cargo fue fundada en 2014 con el objetivo de ofrecer un servicio de carga aérea eficiente, especializado en rutas de América Central y el Caribe. A lo largo de los años, la compañía ha ido expandiendo su flota y rutas, adaptándose a las necesidades del mercado global. 
La flota inicial de Uniworld consistía en un McDonnell Douglas DC-9-30F, que posteriormente fue reemplazado por un Boeing 727-200F. En 2023, la aerolínea incorporó un Boeing 737-300F y otro Boeing 727-200F con el objetivo de modernizar y expandir su capacidad operativa.

## Flota
La flota de UniWorld Air Cargo está compuesta por las siguientes aeronaves:
| Aeronaves       | En servicio | Pedidos | Matrículas                                         | Antigüedad                                         |
| --------------- | ----------- | ------- | -------------------------------------------------- | -------------------------------------------------- |
| Boeing 737-300F | 1           | —       | HP-1938UCG «Howard»                                | 35,1 años                                          |
| Boeing 737-400F | 1           | —       | HP-1994UCG «Malek»                                 | 27,6 años                                          |
| Boeing 727-200F | 1           | 0       | HP-1939UCG «Baby Rocket»                           | 43 años y 11 meses ( a fecha de publicación)       |
| Total           | 2           | —       | Edad media de la flota (agosto de 2025): 35,6 años | Edad media de la flota (agosto de 2025): 35,6 años |

### Flota histórica
| Aeronaves                  | Total | Introducido | Retirado | Matrículas |
| -------------------------- | ----- | ----------- | -------- | ---------- |
| Boeing 727-200F            | 1     | 2017        | 2023     | HP-1937UCG |
| McDonnell Douglas DC-9-30F | 1     | 2014        | 2017     | HP-1813UCG |

## Destinos
Destinos regulares de UniWorld Air Cargo:
| Países    | Destinos            | Aeropuertos                                         |
| --------- | ------------------- | --------------------------------------------------- |
| Aruba     | Oranjestad          | Aeropuerto Internacional Reina Beatrix              |
| Colombia  | Bogotá              | Aeropuerto Internacional El Dorado                  |
| Colombia  | Barranquilla        | Aeropuerto Internacional Ernesto Cortissoz          |
| Cuba      | La Habana           | Aeropuerto Internacional José Martí                 |
| Curazao   | Willemstad          | Aeropuerto Internacional Hato                       |
| Ecuador   | Guayaquil           | Aeropuerto Internacional José Joaquín de Olmedo     |
| Ecuador   | Latacunga           | Aeropuerto Internacional Cotopaxi                   |
| Ecuador   | Quito               | Aeropuerto Internacional Mariscal Sucre             |
| Guatemala | Ciudad de Guatemala | Aeropuerto Internacional La Aurora                  |
| México    | Ciudad de México    | Aeropuerto Internacional Felipe Ángeles             |
| Panamá    | Ciudad de Panamá    | Aeropuerto Internacional de Tocumen (HUB)           |
| Venezuela | Caracas             | Aeropuerto Internacional de Maiquetía Simón Bolívar |
| Venezuela | Maracaibo           | Aeropuerto Internacional de La Chinita              |
| Venezuela | Valencia            | Aeropuerto Internacional Arturo Michelena           |